# Asperges me (Bruckner, 1844)
Asperges me, WAB 3, umfasst zwei Motetten, die von Anton Bruckner komponiert wurden. Es handelt sich um Vertonungen der Antiphon, die zum Asperges verwendet wird.

## Entstehung und Stellung im Gesamtwerk
1844/1845 komponierte Bruckner während seines Aufenthalts in Kronstorf diese beiden Vertonungen vom Aperges me. Vermutlich wurden sie damals aufgeführt.
Die Handschriften werden in der Österreichischen Nationalbibliothek aufbewahrt. Die beiden Motetten wurden erstmals in Band II/2, S. 67–76 der Göllerich/Auer-Biographie publiziert. Sie sind in Band XXI/6 der Gesamtausgabe herausgegeben.

## Musik
Während seines Aufenthalts in Kronstorf komponierte Bruckner diese beiden Vertonungen des Asperges me für gemischten Chor und Orgel (1844/1845). Wie in Bruckners vorhergehenden Asperges me, WAB 4, ist das Incipit („Asperges me“) nicht komponiert und muss vom Priester in Gregorian intoniert werden, bevor der Chor fortsetzt. Es ist die erste Komposition, an deren Ende Bruckner seine Unterschrift gesetzt hat.

### Asperges me, WAB 3.1
Das Werk, eine Vertonung von 58 Takten in Äolischem Modus, wurde für die Asperges von Septuagesima bis zum 4. Sonntag der Fastenzeit komponiert.
Die Partitur besteht aus drei Teilen. Teil 1 (19 Takte), der mit Domine, hysopo beginnt und mit dealbabor endet, ist in fugato. Teil 2 (25 Takte), der mit dem Rest des Textes und der Doxologie bis Spiritui Sancto folgt, wird unisono mit Orgelbegleitung gesungen. Teil 3 (14 Takte), der im Kanon beginnt, geht bis zum Ende der Doxologie.

### Asperges me, WAB 3.2
Das Werk, eine Vertonung von 41 Takten in F-Dur, wurde für die Asperges des Passionssonntags komponiert, enthält nicht die Doxologie.
Die Partitur besteht aus drei Teilen. Teil 1 (16 Takte), gesungen in Homophonie, beginnt mit Domine, hysopo und endet mit dealbabor. Es folgt Teil 2 (7 Takte) mit dem restlichen Text a cappella im gregorianischen Stil. Nach einer Wiederholung des Incipits (2 Takte) ist Teil 3 eine modifizierte Wiederholung des ersten Teils.

## Diskografie

### Asperges me, WAB 3.1
Es gibt nur eine Aufnahme in völliger Übereinstimmung mit der Partitur:
- Erwin Ortner, Arnold Schönberg Chor: Anton Bruckner: Tantum ergo - CD: ASC Edition 3, herausgegeben vom Chor, 2008

### Asperges me, WAB 3.2
Es gibt nur eine Aufnahme:
- Balduin Sulzer, Chor des Musikgymnasiums Linz: Musik aus der Stifterstraße – LP: Extempore AD-80.01/2, 1980 – völlig a cappella gesungen